# Villegailhenc
Villegailhenc ist eine südfranzösische Gemeinde mit 1687 Einwohnern (Stand 1. Januar 2022) im Département Aude in der Region Okzitanien.

## Toponym
Der Ortsname Villagailhenc scheint auf einen römischen oder gallorömischen Ursprung hinzudeuten: Villa Galieni = „Landgut des Galienus“.

## Lage
Villegailhenc liegt am Flüsschen Trapel in der alten Kulturlandschaft des Cabardès in den südlichen Ausläufern der Montagne Noire in einer Höhe von etwa 130 Metern ü. d. M. und etwa zehn Kilometer (Fahrtstrecke) nördlich von Carcassonne. Die Entfernung zum östlich gelegenen Kantonshauptort Conques-sur-Orbiel beträgt etwa fünf Kilometer.

## Bevölkerungsentwicklung
| Jahr      | 1962 | 1968 | 1975 | 1982 | 1990 | 1999 | 2006 | 2016 |
| Einwohner | 687  | 951  | 1018 | 1275 | 1337 | 1326 | 1629 | 1695 |

Im 19. Jahrhundert hatte der Ort stets zwischen 800 und 1000 Einwohner. Die Reblauskrise sowie die Mechanisierung der Landwirtschaft und der damit verbundene Verlust von Arbeitsplätzen hatte ein Absinken der Einwohnerzahl auf knapp über 600 zur Folge. In den letzten Jahrzehnten ist sie jedoch wieder deutlich angestiegen, was in erster Linie auf die im Vergleich zur nahegelegenen Stadt Carcassonne deutlich niedrigeren Grundstückspreise und Mieten zurückzuführen ist.

## Wirtschaft
Trotz der Nähe zu Carcassonne ist die Umgebung des Ortes immer noch geprägt von der Landwirtschaft – vor allem vom Weinbau, der im Cabardès vielleicht schon in der Antike betrieben wurde. Villegailhenc gehört zum Weinbaugebiet Cabardès (AOC).

## Geschichte
Zur Geschichte des Ortes sind kaum Informationen verfügbar. Der Ortsname sowie Funde von Amphorenscherben lassen jedoch auf eine weit zurückreichende Besiedlung schließen. Das Gebiet gehörte traditionell dem französischen König und kannte demzufolge keinen Grundherrn (seigneur).

## Sehenswürdigkeiten
- Die Ursprünge der Pfarrkirche Notre-Dame reichen bis ins 12./13. Jahrhundert zurück; sie wurde jedoch mehrfach umgebaut. Ihr heutiges Aussehen entstammt weitgehend dem 19. Jahrhundert.
- Der Stumpf einer Windmühle hat sich ebenfalls erhalten.

## Persönlichkeiten
- Denys Amiel (1884–1977), Schriftsteller und Dramatiker